# Día Internacional de los Primates
El Día Internacional de los Primates se celebra el 1 de septiembre desde el 2005 para concientizar sobre los problemas de conservación que enfrentan las especies de Primates en distintos lugares del mundo.

## Historia
Empezó como un evento educativo anual organizado desde 2005 en gran parte por Animal Defenders International (ADI), una organización con sede en Gran Bretaña. Luego apoyado por varias organizaciones de defensa de los primates como el Instituto Jane Goodall.
En 2007, según Animal Defenders International (ADI), "'Monkey in a Cage' de Maria Daines encabezó la lista de música independiente en la semana siguiente al Día Internacional de los Primates, después de una campaña que permitió a las personas realizar descargas a través de nuestros sitios web".

## Descripción general de los primates
Los primates son una familia muy grande de mamíferos que incluye alrededor de 200 especies, entre ellas los grandes simios (incluido el ser humano), monos, lémures, etc.

## Importancia de la defensa de los primates

### Proyectos en Europa
Durante las últimas décadas de defensa de los primates, ha surgido el Proyecto Gran Simio, y los movimientos en Europa han visto llamados para ampliar la protección legal de los Grandes Simios, los primates superiores.

### Proyectos en los Estados Unidos
Retirada del apoyo financiero de los NIH en Estados Unidos
Un estudio encargado por el Instituto Nacional de Salud (NIH) y realizado por el Instituto de Medicina (IOM) concluyó en un informe (ver resumen del informe) publicado el 15 de diciembre de 2011 que "si bien el chimpancé ha sido un animal valioso modelo en investigaciones pasadas, el uso actual de chimpancés para investigaciones biomédicas es innecesario". Sin llegar a pedir la prohibición total del uso de chimpancés para investigaciones, el informe reconoce que nuevas enfermedades emergentes o reemergentes pueden requerir el uso de chimpancés.
El 21 de septiembre de 2012, los NIH anunciaron que se retirarían 110 chimpancés propiedad del gobierno. Los NIH poseen alrededor de 500 chimpancés para investigación; esta medida significa el primer paso para reducir la inversión de los NIH en la investigación de chimpancés, según Francis Collins. Actualmente alojados en el Centro de Investigación New Iberia en Luisiana, diez de los chimpancés retirados serían trasladados al santuario de chimpancés Chimp Haven, mientras que el resto iría al Instituto de Investigación Biomédica de Texas en San Antonio. Sin embargo, las preocupaciones sobre el estatus del chimpancé en el Instituto de Investigación Biomédica de Texas como "no elegible para investigación" en lugar de "retirado" llevaron a los NIH a reconsiderar el plan; anunció el 17 de octubre de 2012 que tantos chimpancés como fuera posible serían reubicados en Chimp Haven para agosto de 2013, y que eventualmente los 110 serían trasladados allí.
El 13 de noviembre de 2013, el Congreso y el Senado de Estados Unidos aprobaron la "The Chimpanzee Health Improvement, Maintenance and Protection Act", aprobando la financiación para ampliar la capacidad de Chimp Haven y otros santuarios de chimpancés, permitiendo así el traslado de casi todos los simios propiedad de al gobierno federal vivir en un entorno más natural y grupal que en el laboratorio. Se espera que la transferencia demore cinco años, cuando todos los chimpancés menos 50, que permanecerán en los NIH, serán "retirados".

## Proyecto Gran Simio
El Proyecto Gran Simio (PGS) (en inglés, Great Ape Project (GAP)), es una organización internacional formada por primatólogos, antropólogos y filósofos fundada en 1993, que promueve una Declaración de los Derechos de los Grandes Simios de las Naciones Unidas, que otorgaría ciertos derechos legales a los grandes simios: chimpancés, gorilas, bonobos y orangutanes.
EL PGS también monitorea la actividad individual de los grandes simios en los Estados Unidos y en España a través de un programa de censo. Una vez establecidos los derechos, el PGS exigiría la liberación de los grandes simios de su cautividad; actualmente hay 3100 en Estados Unidos, incluyendo 1280 en investigación biomédica.[cita requerida]
El libro del mismo título publicado en 1993, editado por los filósofos Paola Cavalieri y Peter Singer, incluye contribuciones de 34 autores reconocidos (como Jane Goodall y Richard Dawkins) que enviaron artículos manifestando su apoyo al proyecto. Los autores argumentan que los seres humanos son animales inteligentes con una vida social, emocional y cognitiva variada. Si los grandes simios también muestran estos atributos, se merecen la misma consideración que los humanos aplican a los miembros de su propia especie, de acuerdo con los autores. Richard Dawkins, en su correspondiente artículo dentro del libro, critica las actitudes morales de la sociedad contemporánea por basarse en una «imperativa discontinua y especista». El Proyecto Gran Simio se erige, de esa forma, como uno de los mayores intentos de reforma antiespecista aplicada a la política de varios países de los últimos tiempos.

Un feto humano, sin más sentimientos humanos que una ameba, goza de una reverencia y una protección legal que excede en gran medida a la que se le concede a un chimpancé adulto. Sin embargo, el chimpancé siente y piensa y, según evidencia experimental reciente, puede ser aun capaz de aprender una forma de lenguaje humano. El feto pertenece a nuestra propia especie y se le otorgan instantáneamente privilegios y derechos especiales debido a este factor.
Richard Dawkins